# Décès en 1288
Décès
- 1284
- 1285
- 1286
- 1287
- 1288
- 1289
- 1290
- 1291
- 1292

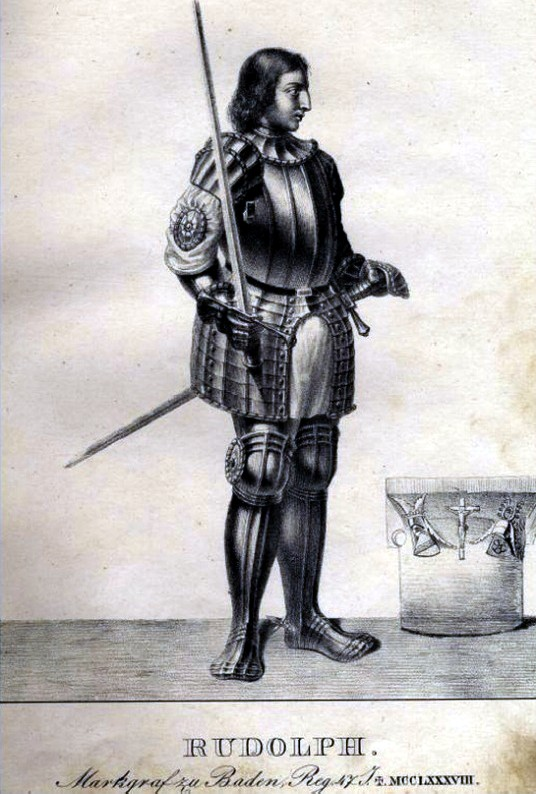
Rodolphe Ier de Bade-Bade, mort en 1288.

Cette page dresse une liste de personnalités mortes au cours de l'année 1288 :
- 5 juin : 
  - Henri VI de Luxembourg, comte de Luxembourg et d'Arlon.
  - Waléran Ier de Luxembourg-Ligny, seigneur de Ligny, de Roussy et de Beaurevoir.
- 2 août : Alix de Bretagne, princesse de Bretagne.
- 29 septembre : Mathilde de Brabant, comtesse d'Artois.
- 30 septembre : Lech II le Noir, duc de Cracovie.
- 5 novembre : Jean Ier d'Harcourt, chevalier, vicomte de Saint-Sauveur, baron d'Elbeuf, seigneur d'Harcourt, de La Saussaye, de Brionne, de Lillebonne, de Nehou, d'Angoville et du Teilleman.
- 19 novembre : Rodolphe Ier de Bade-Bade, co-margrave de Bade-Bade, margrave titulaire de Vérone (avec Hermann VI de Bade-Bade, son frère, et avec Frédéric Ier de Bade-Bade, son neveu), puis unique margrave de Bade-Bade et de titulaire de Vérone.
- 17 décembre[1] : Ibn al-Nafis, médecin égyptien découvreur de la circulation sanguine pulmonaire.

- Gauthier VII Berthout, chevalier, seigneur de Malines.
- Henri d'Isny, évêque de Bâle, Prince-évêque de l'électorat de Mayence, chancelier d'empire.
- Salimbene de Adam, moine et chroniqueur franciscain.
- Mathilde de Holstein, reine de Danemark.
- Jourdain IV de L'Isle-Jourdain, seigneur de l'Isle-Jourdain et vassal d'Alphonse de Poitiers.
- Raoul de Thourotte, Primat des Gaules.
- Henri III de Misnie, margrave de Misnie, margrave de Basse-Lusace, landgrave de Thuringe et comte palatin de Saxe.
- Raimond de Nîmes, médecin, prêtre et évêque de Marseille.
- Alexandre de Roes, chanoine allemand théoricien de la politique.
- Eustache V du Rœulx, pair de la terre du Rœulx et de Trith.
- Ibn Nafis, ou Ala-al-din abu Al-Hassan Ali ibn Abi-Hazm al-Qarshi al-Dimashqi, médecin arabe.

## Crédit d'auteurs
- Cet article est partiellement ou en totalité issu de l'article intitulé « 1288 » (voir la liste des auteurs).